# Урсула фон Баден
Урсула фон Баден (на немски: Ursula von Baden; * 24 октомври 1409; † 24 март 1429) е маркграфиня от Маркграфство Баден и чрез женитби графиня на Цигенхайн-Нида и херцогиня на Тек.

## Биография
Тя е дъщеря на маркграф Бернхард I фон Баден († 1431) и третата му съпруга Анна фон Йотинген († 1436), дъщеря на граф Лудвиг XII фон Йотинген († 1440) и първата му съпруга му графиня Беатрикс фон Хелфенщайн († 1385/1388), дъщеря на граф Улрих VI фон Хелфенщайн-Визенщайг († 1372) и Мария Котроманич от Босна († 1403). Сестра е на маркграф Якоб фон Баден (1407 – 1453).
Урсула фон Баден умира на 24 март 1429 г. на 19 години и е погребана в църквата Св. Стефан в Минделхайм, подарена (1409 г.) от втория ѝ съпруг херцог Улрих II фон Тек.

## Фамилия
Първи брак: на 20 декември 1422 г. с граф Готфрид IX фон Цигенхайн († 9 март 1425), третият син на граф Готфрид VIII фон Цигенхайн-Нида († 1394) и Агнес фон Брауншвайг-Гьотинген († 1416). Бракът е бездетен. 
Втори брак: пр. 16 април 1426 г. с херцог Улрих II фон Тек († 7 август 1432), вдовец на принцеса Анна Полска († 1422). Тя е втората му съпруга. Бракът е бездетен.
Улрих II фон Тек се жени трети път на 20 март 1430 г. за Агнес фон Тирщайн († 1470).